# Rolf de Maré

Rolf de Maré som ung i sjömanskostym.

Rolf De Maré porträtterad av Nils Dardel, 1910-tal. Porträttet finns på Hallwylska museet.

Rolf de Maré, född 9 maj 1888 i Stockholm, död 28 april 1964 i Barcelona, var en svensk konstsamlare och ledare för den Svenska baletten i Paris  (Les Ballets Suédois) under åren 1920–1925. År 1933 grundade han världens första museum för dans i Paris. 

## Biografi
Rolf de Maré föddes i Stockholm 1888. Han var son till Henrik de Maré och Ellen von Hallwyl samt dotterson till Wilhelmina von Hallwyl.

### Uppväxt och ungdomsår
År 1905 skilde sig Rolf de Marés föräldrar, vilket blev stor skandal i stockholmssocieteten. Rolf de Marés mormor Wilhelmina von Hallwyl beslutade att det lämpligaste för barnbarnet var att han flyttade till sina morföräldrar. Vid den här tiden upptäcktes också att han hade tuberkulos. Detta kan ha varit en anledning till att Rolf de Maré aldrig tog studentexamen. Mormodern skickade istället Rolf de Maré utomlands till bättre klimat. Tillsammans med sin far och sin informator uppehöll han sig i Sankt Moritz i Schweiz samt i italienska Varese och Caux i Frankrike. Rolf de Maré återvände till Sverige 1908 och mådde då förhållandevis bra. I 20-årsåldern reste Rolf de Maré tillsammans med sin far till Davos, en fashionabel kurort för lungsiktiga. År 1912 var han tillbaka i Sverige efter en tids resande och han fick ta över Hildesborg som varit morföräldrarnas sommarnöje. På Hildesborg hade de Maré ofta gäster och en av de oftast sedda där var konstnären Nils von Dardel.

### Konstsamlandet och Nils von Dardel
Rolf de Maré och den postimpressionistiske målaren Nils von Dardel fann snabbt varandra och hade mycket gemensamt: de var lika gamla, hade schweiziskt påbrå, hade vuxit upp i liknande miljö och hade båda tuberkulos. de Maré bjöd Dardel på resor, köpte hans konst och blev själv introducerad till de konstnärskretsar i Paris som Dardel tillhörde. På så sätt började de Maré sitt konstsamlade. Han köpte verk av Picasso, Léger och Braque direkt från konstnärerna själva. de Maré och Dardel reste mycket. År 1914 reste de till Tunisien, Algeriet, Spanien, Teneriffa och Kanarieöarna. De reste till Amerika 1917 och därifrån ut på en jordenruntresa. Även om de Marés och Dardels förhållande torde ha varit nära och intimt  hade Dardel under dessa resor två kända kärleksförhållanden med kvinnor: journalisten Ulla Bjerne och Nita Wallenberg, dotter till ministern vid den svenska legationen i Tokyo.

### Svenska baletten och Jean Börlin
I oktober 1920 var det premiär för den svenska baletten i Paris, Les Ballets Suédois, på Théâtre des Champs-Élysées. Detta föregicks av mötet med den framstående dansaren vid Operan i Stockholm, Jean Börlin, också han homosexuell.
Strax före balettens premiär i Paris tog ryktena om de Marés förhållande till Dardel och Börlin fart i Sverige. Pressen i Sverige kom att under år framöver jaga Svenska baletten. Rolf de Marés balett i Paris hade gjort att en rad framstående artister lämnat Stockholmsoperan.

### Donationer och museum
År 1933 grundade Rolf de Maré Les Archives internationales de la Danse i Paris, världens första museum och institution för dansforskning.  Les Archives internationales de la Danse fick en stor genomslagskraft, mycket tack vare sitt stora bibliotek. Museet publicerade också sina egna tidskrifter och böcker samt anordnade föreläsningar och visning. Efter andra världskriget hade Les Archives internationales de la Danse vuxit sig för stort för de Maré att ta hand om själv och han donerade en del av samlingen till den franska staten och Parisoperan. Operan vägrade dock ta emot allt, varför material från den Svenska baletten i Paris och från de Marés många resor till jordens alla hörn kom att hamna i Stockholm, där Dansmuseet öppnade i Kungliga Teaterns lokaler. Dansmuseet har sedan 2013 lokaler på Drottninggatan 17 i Stockholm. Intill vid Drottninggatan 15 där det finns en restaurang, Bistro Rolf de Maré, som är uppkallad efter honom. Sin samling av modern konst testamenterade Rolf de Maré till Moderna Museet i Stockholm.
Rolf de Maré är gravsatt i Gustav Vasa kyrkas kolumbarium vid Odenplan i Stockholm.